# Ipotensione
L'ipotensione arteriosa è una condizione clinica che si riscontra quando in un soggetto si rileva una pressione sanguigna arteriosa pari o inferiore a 90/60 mmHg. (1)
I valori ottimali di pressione arteriosa sono compresi fra 110 e 130 mmHg di sistolica e tra 70 e 85 di diastolica; valori leggermente più bassi di questi ultimi non rappresentano di per sé alcun rischio per la salute, contrariamente a quelli che invece superano per eccesso queste soglie. 
Tuttavia, quando la pressione scende fino ai valori dell'ipotensione, questi livelli pressori così bassi sono necessariamente accompagnati da una manifesta sintomatologia, ed iniziano piano piano a mettere a rischio l’efficace irrogazione di sangue nei vari tessuti del corpo umano: al di sotto dei 60/40 mmHg la situazione diventa critica e si tratta di ipotensione grave.

## Possibili cause
Le cause che possono portare ad ipotensione possono essere: la riduzione della massa ematica (come nelle emorragie e nella perdita di liquidi, presente nella diarrea, nel vomito prolungato e nella sudorazione profusa), la riduzione della gittata cardiaca, la bradicardia patologica, un'anemia, una sovraesposizione al sole, un eccesso di attività sportiva, la depressione, l'ipoglicemia. 
In alcuni casi può essere semplicemente dovuta ad una temperatura esterna troppo elevata (tipica del periodo estivo) in quanto il corpo, al fine di disperdere l’eccessivo calore ed evitare la conseguente ipertermia (comunemente: colpo di calore), induce una forte vasodilatazione, ma proprio a causa di quest’ultima la pressione del sangue sulle pareti dei vasi sanguigni diminuisce. 
Può inoltre caratterizzarsi come ipotensione ortostatica, ossia un brusco abbassamento della pressione quando ci si alza in piedi, che può anche essere un sintomo di disautonomia: il più delle volte il disturbo è comunque transitorio e, dopo un più o meno intenso capogiro accompagnato da debolezza e visione offuscata, il sangue in una decina di secondi dal passaggio alla posizione eretta torna ad una pressione ottimale, e spariscono gli sgradevoli sintomi dell’ipotensione. 
Nei casi peggiori l'ipotensione può essere il sintomo principale di gravi malattie come il morbo di Parkinson.

## Sintomi
I sintomi più comuni associati all'ipotensione, dipendenti essenzialmente dalla sua maggiore o minore severità e comunque non necessariamente presenti tutti insieme, sono i seguenti: debolezza, apatia, nausea, astenia, cefalea, emicrania, tachicardia, pigrizia, vertigini, oliguria, sete, sonnolenza, confusione mentale.

## Diagnosi e terapia
La diagnosi è semplice: una misurazione della pressione sanguigna ci dà informazioni sufficienti ad individuare le cause dei sintomi lamentati dai pazienti.
La terapia è legata alla situazione di base, ma se si eccettuano i casi di ipotensione secondaria a gravi patologie che richiedono il ricovero ospedaliero, in genere è sufficiente una buona idratazione per ripristinare una massa ematica adeguata.